# Jindřich Martiš
Jindřich Martiš (20. března 1952 – 5. listopadu 1997) byl československý a český horolezec, filmař a cestovatel. S vysokohorským lezením začínal ve Vysokých Tatrách, později lezl v Alpách a na Kavkaze. Zanedlouho se stal členem expedic do Himálaje – Lhoce Šar a Dhaulágirí. Roku 1986 vystoupil na několik hor v Andách. Roku 1987 se pokusil o výstup na Mount Everest, avšak tři sta metrů pod vrcholem se rozhodl nepokračovat. Roku 1988 vystoupil s Josefem Nežerkou na Annapurnu. V roce 1997 absolvoval spolu s Ladislavem Gulikem přes tisíc kilometrů dlouhý pochod pralesem v Nové Guineji. Zemřel při provádění skupiny turistů v sedle Thorung La nedaleko Annapurny.

## Ocenění
- 1984: mistr sportu
- některé jeho filmy získaly ocenění na filmových festivalech

## Výstupy
- 1980: Kilimandžáro
- 1988: Pilíř Gabarrou, Annapurna (8091 m n. m.), na vrcholu s Josefem Nežerkou

## Expedice
- 1984: Lhoce Šar
- 1984: Dhaulágirí
- 1987: Mount Everest – dosažená výška 8 500 m n. m.
- 1997: Kančendženga

## Filmy
- Jagavá púť Lhotse-šar
- O krásach Jannu
- Za devatero řekami
- Ťan-šan Chantengri
- Peru 1986
- Cestování po Peru
- Kapitoly z Dhaulágiri
- Do roztrháni tela
- Môj Everest

- spolupráce: 80 metrov pod vrcholom
- spolupráce: Tajomné Mamberamo